# Шлоссер-Клековский, Иосип Каласанцие
Иосип Каласанцие Шлоссер-Клековский, Йозеф Калазенц Шлоссер фон Клековский, иногда Иосип Красослав Шлоссер (хорв. Josip Kalasancije Šloser, vitez Klekovski, нем. Joseph Calasenz Schlosser von Klekovski; 25 января 1808, Йиндржихов-у-Границ — 27 апреля 1882, Загреб) — хорватский ботаник и энтомолог чешского происхождения.
Сначала изучал философию в Брно, затем окончил медицинский факультет Венского университета (1830), в 1836 году защитил в Павии диссертацию доктора медицины, после чего приступил к медицинской практике в Словакии и Моравии, совмещая профессиональную деятельность с изучением флоры и фауны. Во второй половине жизни работал в Хорватии, в Вараждине, Крижевцах, а затем в Загребе, занимая высокие посты.
В 1843 году выпустил в Брно «Пособие по определению растений» (нем. Anleitung zur Pflanzenbestimmung). Основные ботанические труды написаны в соавторстве с Людевитом Вукотиновичем:
- «Syllabus florae Croaticae» (1857) (лат.)
- «Flora Croatica» (1869) (лат.)
- «Bilinar. Flora Excursoria» (1876) (лат.)

В 1877—1879 годах опубликовал фундаментальный трёхтомный труд «Фауна жесткокрылых Триединого королевства» (хорв. Fauna kornjašah Trojedne kraljevine), в котором описал более 5000 видов.
Шлоссер-Клековский был также первым председателем Хорватского общества альпинистов. Он много сделал для изучения горных вершин в районе нынешнего хорватского национального парка Рисняк, и теперь одна из вершин парка увенчана сторожкой, которая называется Шлоссеров дом.